# Александрово (Старозагорська область)
Алекса́ндрово (болг. Александрово) — село в Старозагорській області Болгарії. Входить до складу общини Павел-Баня.

## Населення
За даними перепису населення 2011 року у селі проживали 1632 особи.
Національний склад населення села:
| Національність   | Кількість осіб | Відсоток |
| ---------------- | -------------- | -------- |
| турки            | 1086           | 71,5%    |
| болгари          | 340            | 22,4%    |
| Всього відповіли | 1518           |          |

Розподіл населення за віком у 2011 році:
Динаміка населення: